# ジェイムズ・マクファーソン (詩人)
ジェイムズ・マクファーソン (英語: James Macpherson, Seumas Mac a' Phearsain 1736年10月27日 - 1796年2月17日）は、スコットランドの作家、詩人、文芸収集家、政治家。ケルト文学を広く世に紹介した先駆けだが、現代では偽書捏造者の誹りも受ける。

## 概要
マクファーソンは、古代の盲目の詩人オシアン(オシァン)が詩作したハイランド地方を物語の舞台とするスコットランド・ゲール語の長編叙事詩(epic) を発見したと称し、その「翻訳」だとする英語の散文作品を、『フィンガル』(1762年)、『テモラ』(1763年)などの題名で、段階的に発表した。
これは当時、ヨーロッパ大陸の文壇で一世を風靡し、若かりき日々のドイツのロマン派作家たちに少なからず影響を及ぼした。一方で、発表まもなく、これら作品は、正真正銘の古歌ではない、マクファーソンがでっちあげたものだという批判がわきあがった。いわゆる「オシァン関係論争 (Ossianic Controversy)」である。
現在では、いわゆる『オシアン詩集』は、言い伝えや古謡などをもとに、あらかたマクファーソンが創作した近代作品とみなされており、そのゲール語詩も、前後して創作された文学とみるのが趨勢である。ケルト文学における偽書(en:literary hoax)の例としてヨロ・モルガヌグと並び称される。
しかし、純正のケルト文学の古典名作がまだ世に紹介されていない時代、とりあえずのゲール語文学として注目を集め、後のケルト文学の考証伝承や写本の採集・研究を触発したと評価する向きもある。
なお、比較的近年に出た日本語訳(中村徳三郎 1971)では、ゲール語版を真正の古文学とみなして訳出している。

## 初期の人生
アンドルー・マクファーソン（Andrew Macpherson）とエレン・マクファーソン（Ellen Macpherson）の息子として、ハイランドのインヴァネス州バデノック地区にあるキングシーという町のルスヴェン（Ruthven）で生まれた。1753年、マクファーソンはオールド・アバディーン（Old Aberdeen）のキングス・カレッジ（King's College, Aberdeen）に進み、2年後、マーシャル・カレッジ（Marischal College）に移った。この2校は現在は統合されアバディーン大学になっている。それからエディンバラに行き、1年ちょっといたが、そこで大学に通っていたかどうかはわからない。学生時代には4000行を超える詩を書いたと言われ、そのいくつかは後に出版された。有名な『The Highlander』（1758年）について、マクファーソンは後に発売禁止にしようにしたと言われている。

## スコットランド・ゲール語詩の収集
大学を出るとマクファーソンは生地ルスヴェンで教鞭をとった。同い年のトマス・グラハム(参照:ナポレオン -獅子の時代-)の家庭教師を務めていたときのことである。出入りのグラハム家邸（モファットの町）で、1759年夏(または10月2日)、マクファーソンは、悲劇『Douglas』の作者ジョン・ホームとの運命的な知遇を得た(牧師出身のホームはこの頃還俗して第3代ビュート伯爵ジョン・ステュアートの私設秘書を務めていた。ビュート伯はスコットランド出身で、次期王がこの翌年に即位するとともに英国最大権力者になった人物である）。
ホームはかねてより、ゲール語を解する知人アダム・ファーガソンから、ハイランド地方にいけば古歌がいまでも残されている、と聞かされており、以来、なんとかそれを入手できないかと切望していた。その旨の会話をもちかけると、マクファーソンは、自分がそうした作品のいくつかを所持していると答えた。ホームが是非見せてくれ、と願い出ると、マクファーソンは、「では先生はゲール語をご存知か？」と訊ね、「いいや、片言も」と答えると、「ならばどうしてお目にかけようができましょうか？」と言った。そこでホームは強いてその英訳の提出を求めた。そしてマクファーソンから得た「オスカルの死」その他の「訳詩」のサンプルを、エディンバラの知人ヒュー・ブレア博士らに回覧した。
これらの公達から、マクファーソンは、所持するゲール語詩のありったけすべてを訳すようにうながされ、それらは1760年にエディンバラで『Fragments of Ancient Poetry collected in the Highlands of Scotland, and translated from the Gaelic or Erse language（スコットランドのハイランドで収集した古代の詩の断片）』(または『古歌の断章』)という題名の小冊子として出版された。名目上は「詩」と称しながら、独特のリズムの散文でつづるマクファーソンの作風はここですでに確立されている。

冊子『断片』の序文でマクファーソンは
「ここに、すこぶる長編の一作.. 英雄詩があるが、もしその企画に充分な奨励が与えられるならば、（この英雄詩）を回収し、翻訳することも達し得るだろう」「本詩集の最後の三篇は、この叙事詩より訳者が入手した断片である.. もし全編が回収できたなら、それはスコットランドやアイルランドの故事について著しき光明を当てることになろう」
などと記している。要するに、本編はじらし程度ですが、もしスポンサーがつきましたあかつきには、かならずスコットランド版『イリアス』全編を手に入れてみせましょう、とほのめかしたのであるが、この好餌に躍起になって飛びついたブレア博士たちサークルは会合をひらき、寄付を募り、マクファーソンに資金面の援助を確約して他の責務をすべて辞職させ、即刻その大叙事詩の探求の旅に送り出した。(ヒュー・ブレアの記憶では、マクファーソンはこの古詩採集紀行に不承不承な様子をみせたというが、胸中は、してやったり、なはずである。後年のスキーンも、そんなのは猿芝居だと評している。)。
のちの伝記作家によれば、最初の古歌採集紀行は1760年の8月か9月にはじまり、マクファーソンはインヴァネス州西部から、スカイ島、ノース・ウイスト島、サウス・ウイスト島、ベンベキュラ島らを巡り、約6週間ほどで終えたという。同年末、アーガイル沿岸やマル島へ第2行を果たし、翌1761年1月上旬頃エディンバラに帰参した。これらの紀行には、マクファーソンは、自分よりゲール語が堪能な縁戚のラハラン・マクファーソン(Lachlan MacPherson of Strathmashie)や、アンドリュー・ガリー牧師、アレキサンダー・モリスン大尉(Captain Alexander Morrison/Morison of Greenock, 1717年生-1805年1月28日没)ほかを一行にくわえて同行させ、現地の吟遊詩人や語り部の聞き取りや、記録、また、古写本の収集にくわえ、「翻訳」(つまり『フィンガル』の執筆)も進められた。
マクファーソンらのグループが、どのような作業を経て『フィンガル』を作成したのかはよくわかっていない。古写本から翻訳していったと、ありていのごとく記述する書籍もあるが、そうとなると、どの古写本を使ったかということすら、つかみどころのないことが判明する(#写本の謎に詳述)。最近の研究者（Gaskill 2004)によれば、マクファーソン自身、作品のごく一部しか書面の文献資料に依存しないと強調しているそうである。
マクファーソンの素顔の人物像については、ボズウェルの私日記が1950年に出版されており、とくに1763年当時の生々しい言動が記述されているので、後ほどかいつまんで紹介する（#実録の人物像節）。

## 『オシアン』

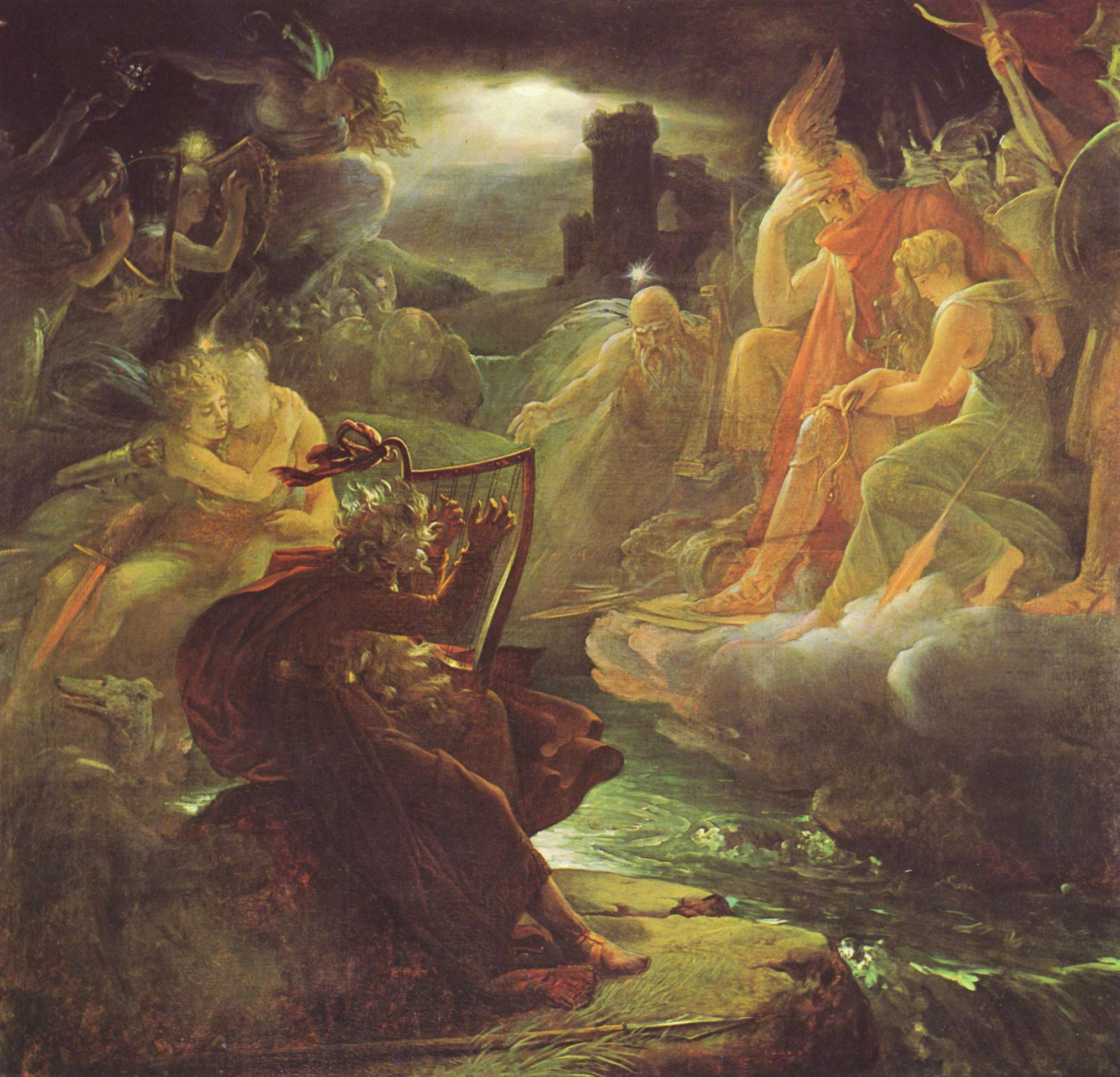
ローラの岸のオシアン。フランソワ・ジェラール（François Gérard）画

1761年、マクファーソンは、スコットランド・ハイランド地方の太古の英雄詩人オシアンが作して歌ったとする、英雄フィンガルにまつわる一大叙事詩を発見したと発表し、12月に『フィンガル（Fingal, an Ancient Epic Poem in Six Books, together with Several Other Poems composed by Ossian, the Son of Fingal, translated from the Gaelic Language）』を、1763年には『テモラ（Temora）』(『タイモーラ』)、1765年には集成版『オシアン（The Works of Ossian）』を出した。これら作品は、名目上は「詩」であるが、じつは音楽的なリズムを持った散文で書かれているのが特徴である。
この英雄詩人オシアンの原型は、アイルランドの伝説の英雄詩人オシーン(Oisín)であり、フィンガルのモデルも、フィン物語群の主人公で英雄詩人の父親フィン・マックールであるはずである。しかしマクファーソンは、これらをアイルランド出身ではなく、純粋にスコットランドの土着の英雄たちという設定で登場させたことで、のちにアイルランドから痛烈に排撃されることになる。
オシアンは、ゲール語名オシェンの英語化名(en:anglicization)であるが、日本ではオシァンというカナ表記が従来用いられてきた。「フィンガル（Fingal, Fionnghall）」という綴りは、いささか特異で、真作のゲール語詩でも「フィン」の方が一般的であるが、ジョン・バーバー(1395年没)の『ブルース』(ロバート1世 (スコットランド王)伝)にもフィンガル(Fyngal)の語形が認められるとされている。フィンガルの意味は「白い異邦人」と解され、ケルト人がゴート人(ゲルマン系)をそう呼んだとの説もある。
当時は、原文を自由訳することも、創作部分の混入も日常茶飯事だったが、ただ、マクファーソンは、自分の「翻訳」が、一字一句たがわず、英雄詩人オシアンが書いた本物のゲール語詩だと喧伝したことで、非難を浴びる結果となった。作品を読めば、明らかに現代風であり、西暦3世紀の作品ではありえないとの感想。また、ハイランド地方は文盲であり、スコットランド・ゲール語は、口承のみの言語であり、そんな千年余前の大昔から、口伝えで完全に保存される文学など不可能。内容に五百年のちのバイキング侵入のような出来事が混在している、などの批判であった。
また、集めた写本から訳しているとも主張したことが、論争のひとつの焦点になった。なかでも強力な弾劾論者がサミュエル・ジョンソン博士で、「百年と古いと証明できるアース語(スコットランド・ゲール語)は、500行と回収できまいと存ずる。だがオシアンの生みの父は、櫃に二箱分の古歌をまだ温めているが、イギリス人にはもったいないと吹聴していると聞き及ぶ」と極論したことは、つとに有名である（『スコットランド西方諸島の旅（A Journey to the Western Islands of Scotland）』（1775年））。これはいささか過言な毒舌であるが、要するにスコットランド語で、オシァンの詩が書かれた原文の写本があれば見せてみろと挑発しつづけたのである。これに対し、マクファーソンは誰にもはっきりと開放的に写本を提示することはなく、ジョンソン博士がその言を撤回しないと危害を加えるという恐喝状(一説では決闘の挑戦状)を送りつけたことも有名である。ジョンソン博士は一時マクファーソンの襲撃に備え、太めのステッキを持ち歩いたという。
ジョンソンについては、ゲール語を解さず、スコットランド人に対して偏見保持者との定評がある。マクファーソンの文才も認めずに嘲笑した。公正な批評家ではないとの見方もされる。だが実は、マクファーソンの作品のよき理解者でもあった、スコットランドの哲人デイヴィッド・ヒュームも、『フィンガル』の原文写本を公開して「証拠提出」してみせるべきだという忠告を、マクファーソン陣に対して、かなり早期(1763年)におこなっている。さらには、ハイランド地方の詩吟者がいるという証拠を、その出身、氏名、および『オシァン詩集』の何ページ目を詩吟できるか等のデータとして記録せよ、との手法論も提示していた。（これは、注目に値することで、なぜなら後世の学者スキーンは、この頃はまだ口承文学を厳密に採集するなどまったく未知のものだった、などと解説しているからだ）。だが、このヒュームの勧告に対しても、マクファーソンは逆上してみせたといわれる。このような態度は支持者らにも不安を与え、デイヴィッド・ヒュームはヒュー・ブレア博士に手紙で原典の存在に関する現地在住者への取材調査を依頼した。ブレアは証言を集め、ハイランド地方にオシアンを歌った詩が存在していたこと、マクファーソンがそれらを渉猟する活動を実際に広く行っていたこと等を、1765年版の『オシアン作品集』の付録として公表した。
結局、マクファーソンは、三十余年後に没するまで、オリジナルの写本を部外者に公開することはしなかった。一般公開はしたとは口承しているが、がぜん、見たと証言する者が、オシァン作成に関わった内輪の人間ばかりだった。とどのつまり、マクファーソンは、詩や物語の断片を見つけ、それらを自身の創作であるロマンスの中に織り込んだのだろうという意見が、ジョンソン博士のみならず、他の知識人や一般層にもだんだん浸透することになった。
マクファーソンの死後、スコットランド・ハイランド協会は当事者たちから貴重な証言を集大成して報告書(Mackenzie 1805)にまとめた。この報告は、きっぱりとした結論を明文化しなかったため、その後も賛否両論者の間で、あらゆる証拠が都合のいいように取沙汰された。しかし、報告書のなかに垣間見える結論は、後年のウィリアム・スキーンよれば、次のようなものである：1. マクファーソンの詩の登場人物は捏造ではなく、実際にハイランドに伝わる伝説人物である。オシアン詩ともいえる詩は実在した。2. そうした詩は、ほとんど短詩だが、いつ頃からか伝承され、暗誦できる人間もハイランドに実在する。3. なかには写本(MSS.)に記録される詩もある。4. マクファーソンは、そうした詩を使用したが、別個の破片をつなぎ合わせるのに自作の接続的説話(connective narrative of his own)を足し合わせて、より長い詩や、いわゆる長編叙事詩(epic)に編み込んだ。(MacLauchlan 1862)。スキーンは、以上の結論に、有識の知識人も偏見をもたない一般世間も誰もが同調するはずだ、と言い、ただ、マクファーソンが加工した度合いが、純粋な古歌に比してどのくらいだったかについて、議論が分かれる、と言っている(1862年当時)。
さらには1807年に、オシァン詩集のゲール語版である『フィンの息子オシァンの歌 (Dana Oisin Mhic Finn)』が出版された。これはマクファーソン自筆の遺稿から出版されている。近年の日本語訳者はこれを真正のゲール古歌とするが、これもマクファーソンやその関係者による創作とみなすのが一般論である(#写本の謎参照)。

## 庶民院議員として
1764年、マクファーソンは西フロリダ植民地総督ジョージ・ジョンストンの秘書に任命され、その2年後に帰国した。帰国後は秘書職を終身保持することを約束され、その代償として政府の御用作家になることを許諾、匿名作家ジュニアスなどと論戦を交わした。同時期に歴史書の執筆を続け、その中で最も有名なものは冒頭に自身の『Extracts from the Life of James II』を抄録した『Original Papers, containing the Secret History of Great Britain from the Restoration to the Accession of the House of Hanover』（1775年）である。マクファーソンはノース卿政権の政策を擁護して給料を貰い、1778年にインドのアルコット太守のロンドン代理人という金になる職にありつき、以降死去するまでそれを続けた。1780年イギリス総選挙ではキャメルフォード選挙区から出馬して庶民院議員に当選したが、議会で演説することはなかった。ノース内閣が倒れた後もノース卿を支持、1783年にフォックス＝ノース連立内閣が成立したときもそれを支持したが、チャールズ・ジェームズ・フォックスの東インド法案をきっかけに決別、1784年には小ピット支持に転じた。
1788年から1789年にかけての摂政法危機で野党に転じ、以降は野党の立場に立ったままになった。晩年、生地インヴァネスに地所を購入し、そこを「ベルヴィル（Belville）」と名付け、そこで亡くなった。

## 遺産
当時、イングランドとの合邦やジャコバイトの乱の敗北などの影響でスコットランドでは国家意識が大きく揺らぎ、知識人らの間で何らかの文化的な回復のよすがが求められていたこと、ハイランド地方では地主による小作権取上のために大勢の農民が離散し人口が激減する「ハイランドクリアランス」と呼ばれる大変動が起こり始め、伝承が失われゆく危機であったこと、逆にそれゆえ、捏造するとすれば、それが行いやすいという状況があったこと等に注意を要する。
マクファーソンの死後、『History of Scotland（スコットランド史）』（1800年）を補遺したマルコム・ラングはいわゆるオシアン詩と呼ばれるものは完全に現代の作で、マクファーソンが根拠としたものは何も存在していないという見解を提起した。マクファーソンの書いた内容のほとんどは明らかにマクファーソンが作ったもので、異なるサイクルに属するものを混同している。しかし、翻訳の真偽を除けば、今なおマクファーソンを偉大なスコットランドの詩人の1人と見なすべきであろう。マクファーソンの作品の様々な文献と現実のケルト語派詩の翻訳としての無価値さも、自然の美しさへの深い理解から生み出された芸術作品であるという事実は覆せず、古代の伝説の扱いの哀愁的な優しさは、ヨーロッパ文学、とくにドイツ文学のロマン主義運動をもたらしたこと以上のことをなしえた。４０年足らずのうちににマクファーソンの作品はヨーロッパ９か国で翻訳され、フランスでは古典主義のの風潮の中で知識人を魅了し、ドイツではヨハン・ゴットフリート・ヘルダーならびに（若い頃の）ヨハン・ヴォルフガング・フォン・ゲーテもその深い賛美者だった。ゲーテはマクファーソンの作品の一部を翻訳し、小説『若きウェルテルの悩み』に取り入れた。メルキオーレ・チェザロッティのイタリア語翻訳版はナポレオン・ボナパルトの愛読書の1冊だった。なお、ナポレオン自身も作品自体はマクファーソンによる贋作のように思っていたらしい。
マクファーソンの遺産の中には、スタファ島の「フィンガルの洞窟」の名前がある。元々のゲール語名は「An Uamh Bhin（音楽的な洞窟）」だったが、1772年、マクファーソンの人気の極みの時、ジョゼフ・バンクスが名前を改めた。

## 写本の謎

### ベケット書店
マクファーソンは、1762年、その出版元であるトーマス・ベケット書店(Thomas Becket[t])に、原文写本を預け、一年ほど誰もが閲覧できる状態にしていたとされている。だが、その時それを見たという部外者は名乗り出ていないので、真偽はわからない。実際は、1775年になってジョンソン著『スコットランド西方諸島の旅』が写本の存在の疑問視した時、マクファーソンは写本自体公開するではなく、版元ベケットに「マクファーソン氏は、1762年に確かに写本を私に預けて公開していました」という声明文を広告掲載させたというだけのことのようである。

### 概論
結論から言えば、マクファーソンが発表した伝オシァン詩集の原文の古写本などは存在しない。しかし、存在するという錯覚は、近年までも続いてきたといえる。ひとつは、ゲール語『オシァン詩集』(1807年版)が刊行されたことで、当然ながら元の「古筆写本」があると思い込むことで、日本語訳者もその前提で訳本を出している。しかし、ジョセフ・Ｆ・キャンベルによれば、ロンドン・ハイランド協会が出版したこの1807年本は、結局マクファーソンの自筆の遺稿から起こされており、元の古写本などだれも読み比べた者はいない。
もうひとつは、マクファーソンがその紀行でなんらかの写本を見たり持ち帰ったりした写本があるから、それらは『オシァン詩集』とかなりの程度で合致しているはずだという錯覚である。これも結論から言うと、現在確認できる写本の中で、『オシァン詩集』とさほどに一致するといわれるものは何も残っていない。

### ラナルド一族の写本
和訳書の「あとがき」(中村徳三郎 1971)で、使われた古写本として有力視しているのは「ラナルド一族の書」(ClanRanald, Clanronald)の「紅書」・「黒書」である。じつは 現・スコットランド国立図書館の所蔵する小本であり（紅書は頭部が欠損）、その説明では、とくにマクファーソン作品と合致する詩が収録されるとはされていない。
ただし、ラナルド一族の歌人の家系の末裔だったラハラン・マクヴーリッヒは、1800年、次なる証言をしている、「父親(ニアル)が、ラナルド一族に命じて紅書をバデノッホのジェイムズ・マクファーソンに渡させたことをよく覚えている。これは聖書ほどの厚みがあり、それよりも長くて幅広かったが、表紙は(聖書ほどに)厚くなかった」。もしこれが本当であれば現存する紅書の寸法とは違う別の写本と言うことになるが、これは行方もわからず、中身を語るなんの手がかりもない。

### ガリー牧師が見た写本
また、アンドリュー・ガリー牧師'(アンドラガリー師)が、マクファーソンとともに「翻訳」に携わったとき、使っていた「紅、青、緑、黄で綺麗に着彩」された写本というのも、頼りない証言である(1799年付書簡)。牧師は、その写本から某紳士が抜き書きした詩句だと称して "Bha fer re fer, is cruaigh re,.."（ゲール語版オシァンの、Fionngal 第IV歌,第259行- "Bha fear air fear, is cruaidh air.." とほぼ同文）を引用して見せたが、その紳士というのは、やはりオシァン作成に携わった同じ「工房」の仲間、ラハラン・マクファーソン(以下参照)であったのだ。しかも、ラハランの名を明かすことが、いかに不本意だったかも、その回答の書簡のまわりくどさから推して量れる。

### ラハランの遺稿
ラハラン・マクファーソン(Lachlan MacPherson of Strathmashie, 1767年没)は、ジェームズ・マクファーソン本人と同じ一族で、ゲール語版『オシァンの歌』の実質的な作成者とみなされている。ラハランの死後、その遺稿の中から「タイモーラ　第七の歌　の第1草稿」と題し、訂正や変更の跡が数々あるゲール語原稿がみつかったという。これは当時から一世紀もたった頃、誰からともおぼつかない又聞きの逸話であるが、スコットランド人の学者でケルト言語権威のウィリアム・スキーン(1892年没)の述懐である（『リズモア司祭の書』編本の序に寄せた、マクファーソン弁解論）。この『タイモーラ』第七の歌のゲール語版は、1763年本に付録されて刊行されているから、その頃には成立していたのが分かっている。

### スキーンの見解
スキーンは、このラハランが作成した原稿集こそ、ベケット書店に置かれたオリジナルだと考えている。原作写本の存在についても否定的で、日本語訳者(中村徳三郎 1971, p.469)が、「スキーンは、これ(1807出版ゲール語本)は高地地方で集めてきた古筆写本を合成したもので、これをもとにして英訳が行われたのであると言」うとするのは、スキーン曰く「それ(1807年本)は古い写本から抜き書きした真正の(古歌)でも、あるいは、口頭の詩吟を筆記記録した作品の写しでもなく、ゲール語詩の完成品版であった」に反している。
スキーンは、この1762年以前にはゲール語詩集が成立したことも充分可能とみて、英語版は、そこから訳出したと考える。キャンベルも最初は同意見だったらしいが、後ほど変心し、はじめに英語訳版ありきで、そののちゲール語版が合成されたという意見に転向した。

### ケイムズ卿伝フィンガル4歌写本
ケイムズ卿ヘンリー・ホームの著書によれば、「訳者(マクファーソン)は、スカイ島で、1403年の日付をもつ牛皮紙写本に、フィンガルの第1~4巻を目にした」とあるが、これは他に目撃者ない謎の本である。

### リズモア司祭の書
リズモア司祭の書（リスモール司祭の書）という1512年-に編纂された、音写表記のゲール語本写本がある。これは、一般にゲール語の最古の写本とされている。（これより古い写本は、アイルランド語(もどき)の文語とされる）。これを、マクファーソンのオシアン詩集の原典に見立てるには無理がある。実際に日本語訳者が例に挙げている1篇の詩「フィン王に会ってから昨日で六日目になる...」も特にどの詩と似てるともいえない。ただ、フィンのことを「フィン王」と呼んでおり、これはアイルランド伝承のフィアナ一団の長という設定とは異なる。しかし、この写本には、オシアンの語り相手が聖パトリックである詩も含まれ、そうなるとアイルランドが舞台であることを否定するのが難しい。マクファーソンは、おそらくこのことを知りつつ、聖パトリックは作品に登場させないようしている。
また、ジョン・キャンベルが「タイモーラの出来事は、細部にいたるまで1530年のアラン・マクロイレ(Allan MacRoyre)の歌に出ている」と言っているのは、まだリズモア司祭の書の編本をきちんと確認しないで記述した勇み足である。キャンベルの1972年の著書を見れば、どの詩を指しているのかわかるが、もちろん、「タイモーラ」克明になぞっている詩だなどとは言い難い。
更には、リズモア司祭の書（スコットランド国立図書館所蔵72.1.37写本）をはじめとする写本群をマクファーソンが入手しており、1762年に展示されたのはこれらだとする仮説が近年になって登場し(Mackintosh 1936, Stafford 1988)、訳者の中村もこれをそのまま受け継いでいるが、これは疑問視されており、Gaskill は、筆記記述(transcripts)が書店で閲覧されたのではと説く。
近年のデリック・トムソン(Derick S. Thomson)も写本存在説を分析したが、結局、マクファーソンは口承文学を、数々の写本と照合させて書いたのかも知れないが、オリジナルの登場人物とアイディアによって脚色し、相当量自分で作ったものを入れ込んだのではないかと述べた。

## 実録の人物像
マクファーソンの論敵ジョンソン博士の伝記家として有名なジェイムズ・ボズウェルだが、その赤裸々な『ロンドン日記』を読むと、少なくともある時期までは、一緒に食事をとったり普通に親しく交友していたことがわかる。1762年12月11日の会話を（逐語訳ではないが）抜粋してみる：
マクファーソン：「ハイランド人というものはだな、もてなしがよく、人付合いが好きな連中だ。頑健で不便な生活にもよく耐える。だが、ロンドンに出てくれば、人並みに快楽に甘んじたくもなるものさ」

（中略）彼は、自分が苦悩の恋の犠牲になりやすいたちなんだ、とぼやいた。
「田舎で、美しい女性を見たとする。彼女の腕のなかにおれればなんと天国だろう、という想いにかられる。(とても手の届かない高嶺の花だ、とて)嘆息する。落胆する。ところがこちら(ロンドン)ではどうだ、およそ生まれてきたなかで、このうえなく素敵な女性にお目にかかることができる。もし、その誰かさんがお気に召したら？ならば、1ギニー払えば、存分に彼女を楽しむことができる。だが、終わってしまえば、想像ほど素晴らしくものではなかった」
第三人称で、ずいぶんと高尚で感傷的な口調だが、要するに自分自身が、成功してこさえた小金をもって都会で女買いをし、だんだんそれも飽きてきた、ということらしい。
ボズウェルは1763年5月1日、オランダとフランスから洋行帰りのマクファーソンと再会した。同9日、女以外に人生の何にも味わいを感じないが、女もたいして面白くない、と聞かされる。同14日、ボズウェルは、ある椿事がおきたと知らされた。なんとジョンソン博士とマクファーソンが同じ馬車に相席し、いやだいやだ、と言いながら、二人ともにわかに大爆笑したという。その報告をした紳士から、どういことか？と聞かれ、ボズウェルは、人間、途方もなく悲しいときおもわず笑いださずにいられないものです、などと説明した。同日、ブレアがマクファーソンに「なぜイングランドに滞在したがるのだ？おまえジョン・ブル(イギリス野郎)は、好きではなかろう？」と質問すると、マクファーソンは、「ジョン・ブルは嫌いですが、その娘さんたちは大好きなんです」と返答したという。同20日、前夜を婦人たちと過ごしたボスウェルは、その興奮もさめぬまま、朝からマクファーソンによるハイランド詩の朗読を聞かされた。以上が二人の文人のあいだで取り交わされた、その一月のやり取りを余さず列記したものである。（ちなみにボズウェル自身、父親である先代アフレック(オーヒンレック)卿から仕送り停止をくらうなど、放蕩息子の風評をもつ人物だった。）

## 日本語訳
- 『オシァン－ケルト民族の古歌』中村徳三郎訳、岩波文庫、初版1971年。度々再刊
- 『オシアン詩集』塚田孝雄訳、龍渓書舎、1997年。原書復刻版：別冊訳書

## 作品
- Macpherson, James (1760) (google), Fragments of Ancient Poetry Collected in the Highlands of Scotland, and Translated from the Gaelic or Erse Language, Edinburgh: for G. Hamilton and J. Balfour
- Macpherson, James (1762) (google), Fingal, an ancient epic poem: together with several other poems, T. Becket and P.A. De Hondt
- Macpherson, James (1765), Blair, Hugh, ed., The works of Ossian, the son of Fingal, London: for T. Becket and P. A. Dehondt at Tully's Head, in the Strand (3rd edition) Vol. 1,  Vol. 2 ((copy)) (google), A Critical Dissertation, pp.311-
- Macpherson, James (1773), The Poems of Ossian, the Son of Fingal, LondonBibl. Augustana
- Macpherson, James (1818), Maclachlan, Ewen, ed. (google), Dana Oisein Mhic Fhinn: air an cur amach : Airson Maith Coitcheannta muinntir na gaeltachd, Dun[n]-Eidin(Edinburgh): Clo-Bhuailte Le Tearlach Stiubhart (Charles Stewart)
- Macpherson, James (1841), MacGregor, Patrick, ed. (google), The Genuine Remains of Ossian, literally translated, London: Smith, Elder & Co.
- Gaskill, Howard, ed., "The Poems of Ossian and other related Works",  introd. Fiona Stafford, (Edinburgh: Edinburgh University Press, 1996)